# 齊致

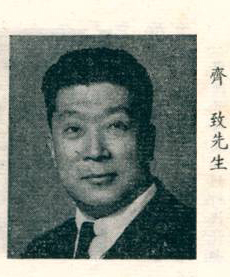
齊致的人物圖像

齊致（1894年—？年），字雲青，河北省高陽縣人，法國巴黎大學畢業。曾任中國農工銀行總經理，上海信康公司總經理，世界書局監察人，上海長德榨油廠董事長，合衆產物保險公司董事長，南亞企業公司常務董事，中國通運公司董事，中國紗布公司董事，上海市銀行商業同業公會理事，中西療養院常務理事，中法大學校董會常務理事，中華麻瘋救濟會董事。

## 生平經歷
早年留學法國。後任駐法使館一等秘書、代辦使館使事。1928年任中國出席國聯第9屆代表大會代表。1935年起歷任中法工商銀行上海信託公司董事、上海法租界公董局董事、世界書局監察人等職。晚年在國民政府敗退來台之際，移居香港生活。與徐永昌為多年好友，在其日記當中多次提到他，並以"雲青"二字作為稱呼。